# Camilo Ardila
Andrés Camilo Ardila Ordóñez (* 2. Juni 1999 in Mariquita) ist ein kolumbianischer Radrennfahrer.

## Sportlicher Werdegang
Als nahezu unbekannter Fahrer nahm Ardila 2019 im Trikot der kolumbianischen Nationalmannschaft am Giro Ciclistico d’Italia teil und gewann zwei Etappen sowie die Gesamtwertung und die Nachwuchswertung. Daraufhin wurde er von mehreren UCI WorldTeams umworben und erhielt letztendlich zur Saison 2020 einen Vier-Jahres-Vertrag beim  UAE Team Emirates.
Sein erstes Jahr als Profi lief nicht wie geplant. Die Burgos-Rundfahrt musste er verlassen, nachdem er Kontakt zu einer positiv auf COVID-19 getesteten Person hatte. Danach fehlte ihm die Rennpraxis, so dass er von den Rennen in Europa nur ein einziges beenden konnte. Erst in der Saison 2021 fand er seinen Rhythmus und konnte seitdem konstante Leistungen erbringen, ein zählbarer Erfolg blieb ihm jedoch 2021 und 2022 verwehrt.
Trotz laufenden Vertrags wechselte Ardila zur Saison 2023 vorzeitig das Team und wurde Mitglied im UCI ProTeam Burgos-BH. Im August desselben Jahres wurde der Vertrag mit der spanischen Mannschaft jedoch vorzeitig aufgelöst. Seit der Saison 2024 fährt Ardila für das kolumbianische UCI Continental Team Nu Colombia.

## Erfolge
2019
- Gesamtwertung, zwei Etappen und Nachwuchswertung Giro Ciclistico d’Italia

2024
- eine Etappe Vuelta a Guatemala